# Galugajewskaja
Galugajewskaja (ros. Галюгаевская) – stanica w Rosji, w Kraju Stawropolskim, w rejonie kurskim. W 2010 liczyła 2934 mieszkańców.